# Kornatec velký
Kornatec velký (Peltis grossa (Linnaeus, 1758)) je brouk z čeledi kornatcovití.

## Výskyt
Žije na Šumavě.